# Society of Independent Artists
La Society of Independent Artists era un'associazione composta da artisti statunitensi.

## Storia

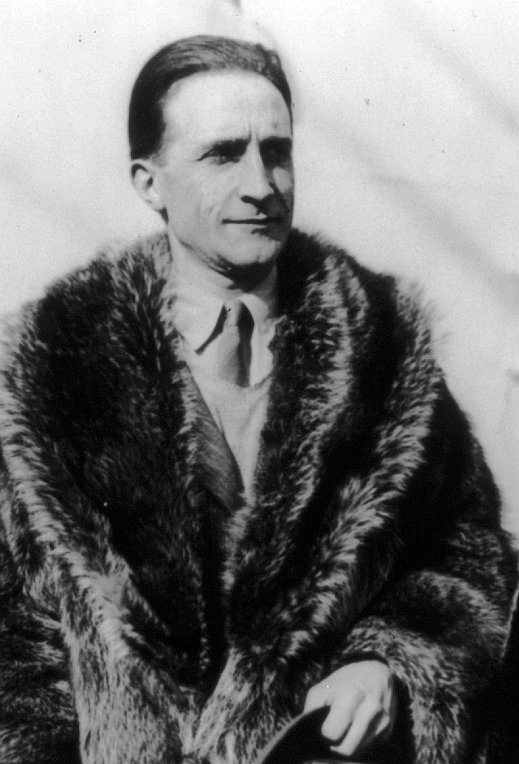
Marcel Duchamp

La Society of Independent Artists venne fondata a New York nel 1916 da Walter Arensberg, John Covert, Marcel Duchamp, Katherine Dreier, William Glackens, Albert Gleizes, John Marin, Walter Pach, Man Ray, Mary Rogers, John Sloan e Joseph Stella. Il suo primo presidente era William Glackens.
La prima mostra del gruppo di artisti venne allestita al Grand Central Palace di New York dal 10 aprile al 6 maggio del 1917. Stando al catalogo dell'esposizione le oltre 2.000 opere d'arte erano disposte in ordine alfabetico in base al cognome di ciascun artista, ed erano realizzate da autori prevalentemente nuovaiorchesi, sebbene non mancassero anche quelli di altre città della East Coast.
Marcel Duchamp si dimise dalla posizione di direttore della Society of Independent Artists quando essa si rifiutò di mostrare la sua Fontana (1917), un orinatoio rovesciato che reca la scritta "R. Mutt", durante quella che doveva essere la sua prima esposizione.
Il secondo presidente della Society of Independent Artists fu John Sloan, che occupò tale posizione fino al 1951, anno della sua morte. Dal 1918 al 1934, A. S. Baylinson fu segretario del gruppo di artisti.

## Caratteristiche
La Society of Independent Artists si rifaceva alle idee della Société des Artistes Indépendants francese, e teneva mostre annuali dedicate ad artisti d'avanguardia che erano aperte a tutti. Il gruppo di artisti non faceva concorsi a premi. Per entrare a far parte della Society of Independent Artists bisognava pagare una quota d'iscrizione.